# John Lumley (1er baron Lumley)
Pour les articles homonymes, voir Lumley.
John Lumley est un baron anglais né vers 1533 et mort le 11 avril 1609.

## Biographie
John Lumley est le seul fils de George Lumley et de son épouse Jane Knightley. Son père est exécuté en 1537 pour sa participation au Pèlerinage de Grâce, faisant de John l'héritier des domaines de son grand-père, également prénommé John. À la mort de ce dernier, en 1545, John Lumley hérite des domaines de la famille Lumley dans la région de Durham, autour du château de Lumley et devient un des plus importants propriétaires de mines de charbon. Il n'hérite pas directement du titre de baron Lumley détenu par son grand-père, mais obtient sa recréation à son bénéfice en 1547.
Lumley étudie au Queens' College de l'université de Cambridge. Il se marie en 1550 ou avant avec Jane FitzAlan, la fille du comte d'Arundel, Henry FitzAlan (en), un partisan de la reine Marie Tudor et du catholicisme. En 1571, Lumley participe au complot de Ridolfi, qui vise à assassiner la reine protestante Élisabeth Ire pour la remplacer par sa cousine catholique, la reine d'Écosse Marie Stuart. Ce complot échoue et Lumley passe deux ans en prison avant d'être libéré en avril 1573.
À la mort du comte d'Arundel, en 1580, Lumley hérite du palais de Sans-Pareil. Il rend le palais à la couronne en 1592, mais obtient d'y résider jusqu'à sa mort. Après son séjour en prison, il s'éloigne de la politique et passe le plus clair de son temps loin de la cour. Il se remarie en 1582 avec Elizabeth Darcy, fille de Thomas Darcy, deuxième baron Darcy de Chiche. À sa mort, le 11 avril 1609, il ne laisse pas d'enfants. Le titre de baron Lumley s'éteint avec lui, mais il lègue les domaines associés à son cousin Richard Lumley, le futur premier vicomte Lumley (en).

## Les collections de John Lumley

### Livres et manuscrits
La collection de livres et manuscrits de John Lumley, l'une des plus considérables de l'époque, est documentée dans une série d'inventaires dressés de son vivant (en).
Lumley avait hérité des collections de son beau-père Henry FitzAlan (en) qui avait acquis des manuscrits conservés dans les couvents à l'occasion de la dissolution des monastères. La collection de Henry FitzAlan s'était ensuite enrichie de celle de l'archevêque de Canterbury, Thomas Cranmer, comprenant 100 volumes qui lui furent offerts après leur confiscation par la Couronne et conservés dans sa résidence, le Palais de Sans-Pareil. En 1557, après la mort de l'épouse (Katherine Grenville) et de la fille (Mary Arundell (en)) de Henry FitzAlan, c'est John Lumley qui habita le Palais de Sans-Pareil où il réunit les deux bibliothèques.
Il hérita ensuite de la collection de Humphrey Llwyd (en) qui avait épousé sa sœur Barbara.
Après sa mort, sa collection (environ 320 manuscrits et 2400 livres) vint enrichir la new Lybrary Gallery fondée en 1610 par Henri-Frédéric Stuart, le fils du roi Jacques Ier d'Angleterre. À la mort de Henri-Frédéric en 1612, la collection passa à Jacques Ier pour la Royal Collection, puis au British Museum.

## Manuscrits de la collection de John Lumley
- Bosworth Psalter, manuscrit, fin du 10e-début du 11e siècle, British Library MS 37517, avec les signatures de Arundel et Lumley, folio 2 recto [lire en ligne]
- Gospels, manuscrit, début du 10e siècle, British Library, avec la signature de Lumley, folio 4 recto [lire en ligne]
- Pseudo-Jerome, manuscrit, fin du 10e siècle, British Library, avec la signature de Cranmer (Thomas Cantuarien), folio 1b recto [lire en ligne]
- Matthieu Paris, Historia Anglorum Chronica Majora, manuscrit, 1250, British Library, avec la signature de Lumley, folio 1 recto [lire en ligne]